# Rata de la Polinèsia
Rattus exulans és una espècie de mamífer rosegador de la família dels múrids que viu al sud-est asiàtic, a la major part de la Polinèsia, Nova Zelanda, Fiji i Hawaii.